# Stadio Erasmo Iacovone
Stadio Erasmo Iacovone od roku 1965 do roku 1978 Stadio Salinella je víceúčelový stadion v apulijském Tarantu. V současnosti je nejčastěji využíván pro fotbal. Byl otevřen roku 1965 a jeho kapacita činí 27 584 diváků. Své domácí zápasy zde hraje tým Taranto FC 1927.